# Upír (nemrtvý)

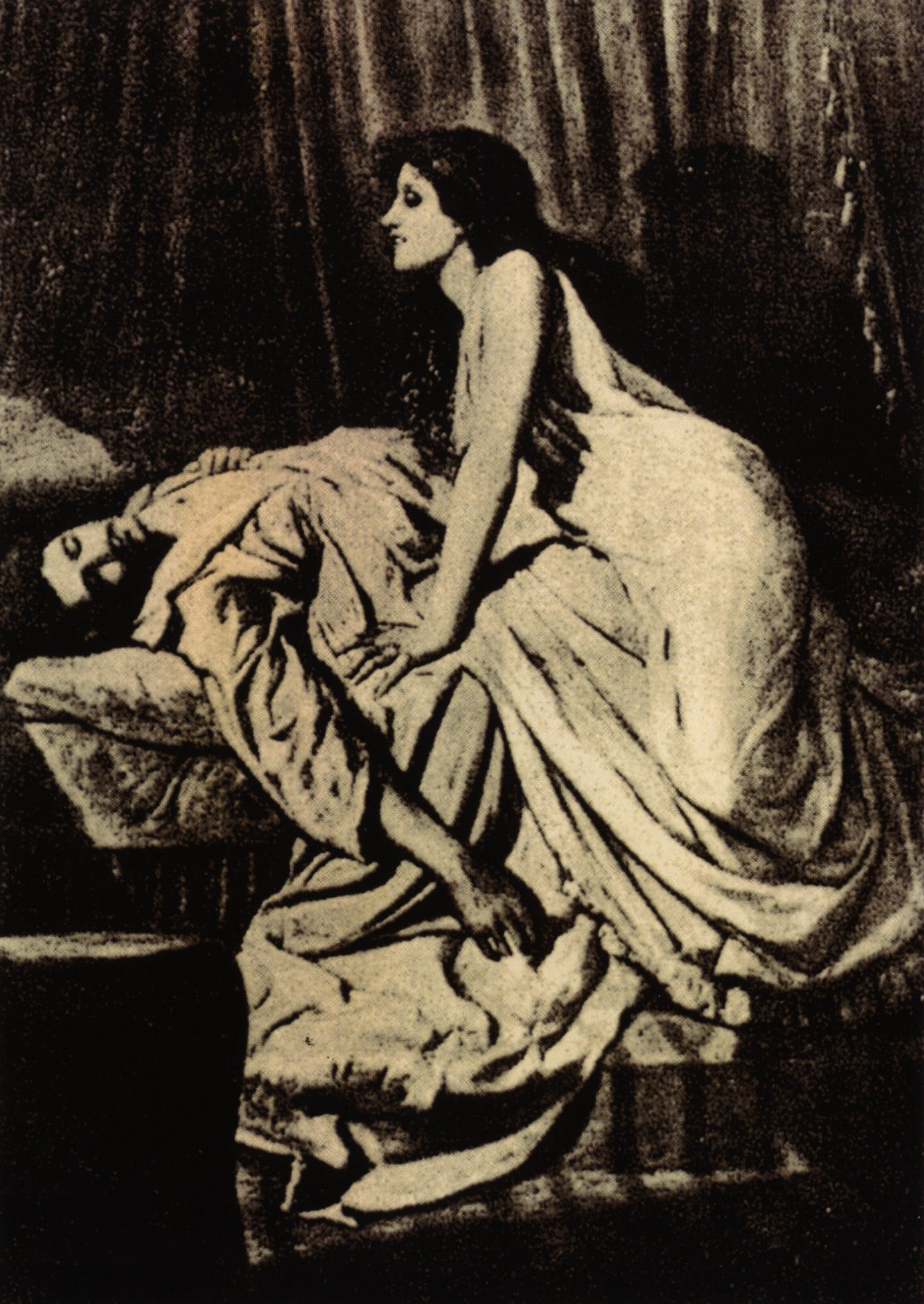
Upír (The Vampire), obraz Philipa Burne-Jonese z roku 1897

Upír či vampýr je legendární bytost živící se životní silou, zpravidla krví, živých. V evropském folklóru se jedná o nemrtvé, kteří často navštěvují své příbuzné a milované a způsobují potíže či smrt v místech, která obývali za svého života. Představa upíra vychází především z lidové víry Balkánu a východní Evropy, kde je však tato bytost na rozdíl od pozdějšího pojetí zpravidla oteklá a má zarudlou či tmavou kůži.
Moderní představa bledého a vyzáblého upíra, často aristokratického a sofistikovaného, vychází až ze západoevropské literatury 19. století, především povídky The Vampyre Johna Polidoriho z roku 1819 a nejznámějšího díla s touto tematikou – románu Drákula Brama Stokera z roku 1897. Postava upíra se popkultuře stala dominantním prvkem horrorového žánru v knihách, filmech i televizních seriálech, oblíbeným i na počátku 21. století.
Víra v upíry či bytosti jim podobné, jako je americký čupakabra, je v některých částech světa stále živá. V roce 2017 například proběhla upírská hysterie v africkém Malawi.

## Etymologie
Slovo upír je s největší pravděpodobností slovanského původu. Vyskytuje se ve všech slovanských jazycích – bulharsky je вампир, česky a slovensky upír (někdy se používá i obměna vampýr), polsky wampir a upiór, rusky упырь, bělorusky упыр, ukrajinsky упир a вампір. Předpokládá se, že praslovanská forma byla *ǫpyrь/*ǫpirь, další etymologie je však nejasná a zahrnuje mnoho teoretických výkladů. Někteří vědci slovo dále spojují s turkickým označením čarodějnice, které např. v tatarštině zní ubyr. Zde se však může jednat i o vliv jdoucí opačným směrem, podobně jako v případě slovanského čerta a tureckého çora. 
Etymolog Machek spojuje slovo s nářečním slovenským slovesem vrepiť, resp. jeho hypotetickou přesmyčkovou podobou *vъ-pěrъ, což překládá jako vkousnout se, vsát se, vchytit se, vrazit se (i v češtině ostatně existuje archaické sloveso vpeřit, tj. prudce něco někam vrazit, vtisknout). Machek také uvádí alternativní etymologii francouzského slavisty Vaillanta, který u-pir překládá jako „ten, kdo uniká (z hrobu)“. Významem relativně podobnou etymologii navrhuje také Mel’nyčuk, Podle něj se slovo skládá ze záporné předpony *ǫ- (u-) a základu *pyrь (české pýř = žhavý popel) s významem "nespálený / nezpopelněný", odkazující na u Slovanů původní zpopelňování mrtvých, k němuž u upírů nedošlo. Tuto teorii podporuje i fakt, že jednou z nejzákladnějších příčin pro vstávání upíra z hrobu je nedodržení pohřebních zvyklostí, zanedbání pohřbu atp. (viz Vznik upíra) a po obvykle nedobrovolném opuštění tradičního žárového pohřbu tedy mohly případy vampyrismu jedině narůstat. Obvyklým konečným řešením "upířího problému" bývalo rovněž spálení mrtvého, ačkoliv mu (snad i pod tlakem církve) běžně předcházely jiné praktiky, které měli mrtvého v hrobě udržet (jako přibití kůlem k zemi či zatížení kameny, viz Archeologické doklady a Obrana). Obdobně vykládá základ *pyrь ve slově netopýr také etymoložka Grazyna Rytter, zatímco ve slově upír spatřuje i spojení s vodou jako chtonickým prvkem souvisejícím s nebezpečnými mrtvými (bludičky, vodníci...) a s odchodem mrtvých do podsvětí. Tyto dvě teorie se ve skutečnosti nemusejí vylučovat. Oheň a voda jsou ve slovanské mytologii často označováni za bratra a sestru, popřípadě také za manžele.
První doložené použití slova upír ve psaném slově je ve staroruském kolofónu žaltáři, který je podepsán žertovnou přezdívkou Упирь Лихый (Špatný upír) a který je datován rokem 1047. Někdy se jako první použití uvádí ruský protipohanský traktát Slovo svatého Grigorije (Слово Святого Григория), který se zmiňuje o tom, že pohané uctívají upíry. Tento spisek pochází patrně z 11.–12. století.
Obměna vampýr, používaná často v neslovanských jazycích (anglicky vampire, francouzsky vampyre - nahradil a splynul s pův. stryge, německy Vampir...), se do světa rozšířila v 18. století, během tzv. upířích epidemií. Ty zpopularizovaly především zprávy z let 1725 až 1732 o protiupířích praktikách Srbů a Rumunů. Anglické slovo vampire vzniklo pravděpodobně z francouzského vampyre, které se do Francie dostalo z německého Vampir (dříve Vampyr, Vampyer, mn. č. Vampyres, Vampieren). Do němčiny se slovo dostalo buď v 18. století (v Německu je termín Vaqmpir doložený přibližně od roku 1720, tzn od prvních zpráv o „srbských upírech“ z obcí Kisolova a Medveđa) ze srbského вампир nebo ještě dříve z některého západoslovanského jazyka se zachovanými nosovými samohláskami, jako je polabština či stará polština, zkomolením původního *vopyrъ. Do české literatury se vampýr dostala až v 19. století, což může vysvětlovat nesoulad v psaní i/y mezi slovy vampýr a upír, jelikož jejich jazykový vývoj probíhal odděleně. Poprvé se v češtině objevuje jako název povídky Vampýr (1871) od Jana Nerudy a lze předpokládat, že se v češtině tato forma slova upír rovněž rozšířila až zpětně přes němčinu či jiný neslovanský jazyk. V případě původu od slova *vopyrъ lze pak různé proměny počátečního wo/vo-, wu/vu-, o-, u- vysvětlit tzv. protetickým V, stejně, jako např. u místnch názvů odvozených od slova *ostrovъ, které jsou v oblasti polabských národů obvykle Wostrow, Wustrow.... Tento jev přidávání V před slova, která začínají písmenem O, se mimo jiné vyskytuje i v češtině.

## Upír v tradiční slovanské kultuře
Postava upíra se vyskytuje v mytologii všech Slovanů. V písemných pramenech či lidové slovesnosti je lze najít pod různými názvy:
- u Čechů: upír, vampýr, v podobě ještě živého člověka také forma "zlé čarodějnice" - můra, mora (a morous), rovněž známé i z ostatních slov. jazyků a mytologií.
- u Slováků: upír, vampír
- u Poláků: upiór, wampir, wąpierz (archaicky), wempir, wypiór a staropolsky: upir, upier (a upierzyca), lupirz, wempir, wieszczy (typ upíra specifický svým chováním, podobný banshee, resp. drekavci - dělá hluk a kdo ho slyší, zemře), niełap, połap
- u Kašubů: ṷuṕi (wupji), uṕi, ṷoṕi (wopji), oṕi, łoṕi, łuṕi (v druhém pádu oṕėgo), wǫṕor, uṕór, uṕôn, ṷeṕi, ṷėṕi, hâṕi, roṕi, ńełâp, (po)łap, wieszczi
- u Hornolužických Srbů: wampir, popř. snad i wampyŕ (vysl. -pór, při použití vzoru netopýr - njedopyŕ, njetopyŕ)
- u Dolnolužických Srbů: wampir, wampyŕ
- u Ukrajinců: upýr, vepýr, vopýr, ópýr, vampýr, vampír, vpyr, opir, uper, upyŕ, upír
- u Bulharů: vampir (вампир), vampírin, vepýr, vopýr, vapír, vǎmpir (въмпиръ), vǎpír (въпиръ), vepír (вепир), vepírin, vupir, vipir, vъpir, vrapir, vrapirin, voper, drakus (pravděpodobně varianta od drekavce), žin, ustrel, lepir, ljapír, vlepir, liter, lemptir, tenec, grobnik, brodnik, plъtnik, upir, samodiv
- u Srbů a Chorvatů: vàmpīr (вампир), upir (упир), upirina (ze 17. století), lampir, lapir, lempijer, vaper, apir, apirina, tenac, jegodonja, vjegodonja, drekavac
- u Slovinců: vampir
- u Makedonců: vampir (вампир), voper (вопер), japer (јапер)
- u Bosňanů: vampir
- u Bělorusů: upýr, upír, vampír, úpar, vúpor
- u Rusů: upýrъ (упы́рь), vampírъ (вампи́р), upírъ, obýrъ, krovosos (кровосос) a také vurdalák (вурдала́к, jako synonymum k upírovi až od 19. století kvůli básni A. S. Puškina, jinak jde o zkomoleninu od vlkodlaka), oboroteň (оборотень, tento výraz označuje jakéhokoli lykantropa - člověka schopného proměny v jinou bytost nebo i věc, jako to umí i třeba česká můra)

Staročeské označení morous naznačuje, že v počátku byl upír blízký noční můře, zlý přízrak, který sužuje spáče a v noci jim odnáší jejich životní sílu. Zde je na místě zmínit, že v polabštině netüpăr značí (dříve snad nočního) motýla, nikoliv netopýra. Obdobně srbský lepir je motýl a srbské dialektové netopir se užívá pro motýly lišaje. Slovenské netopier může být v dialektu užívané pro můry.

## Archeologické doklady víry v upíry
Víra v revenanty, tak jak je doložena z písemných pramenů a etnografických pozorování, se specifickým způsobem projevuje i v archeologických nálezech. Jako obrana proti upírům existovalo velké množství metod, některé z nich jsou archeologicky doložitelné. Většina z nich měla mrtvému fyzicky zabránit, aby opouštěl hrob:
- mrtvý byl proboden kůlem
- tělo mrtvého bylo dodatečně vyhrabáno a spáleno
- mrtvola se zabalila do rybářské sítě
- mrtvý byl obrácen na břicho nebo ležel ve skrčené poloze
- mrtvý byl zavalen kameny
- mrtvému byla zacpána ústa např. kameny, železem, hlínou
- tělo mrtvého bylo násilně porušeno (useknuta hlava apod.)
- useknutá hlava mrtvého byla uložena do zvláštního hrobu
- do hrobu se střílelo šípy
- na hrobech nebo přímo v nich byly zažíhány ohně
- mrtvému byl sypán do úst mák

Některá z těchto protivampirických opatření byla doložena např. na raně středověkém pohřebišti v Lahovicích u Prahy a mnoha dalších. Někdy je ovšem obtížné od sebe odlišit protivampirická opatření a např. zvlášť krutý způsob popravy nebo posmrtného trestu (o důsledcích činnosti vykradačů hrobů nemluvě).

## Upíři v historických textech
Jeden z nejstarších písemných popisů řádění upíra podává islandská Sága o Eriku Rudém ze 13. století, zachycující historii osídlování Grónska křesťanskými Vikingy (kolem roku 1000). Příběh epizody, která se odehrává během severské zimy, vypráví, jak po náhlé smrti jednoho neoblíbeného muže začnou podivně umírat i další členové jeho komunity (včetně Erikova syna Thorsteina, který osazenstvo odloučené usedlosti vedl). Někteří z mrtvých (i už pohřbených) se pak znovu objevují a snaží se setkat se svými blízkými, čímž jim také způsobují smrt. Potíže s (ne)mrtvými se vyřeší až exhumací těl zemřelých a jejich opětovným uložením v blízkosti kostela a za doprovodu křesťanských rituálů – s výjimkou těla prvního zemřelého, který je jakožto upír spálen.[zdroj?]
Další zmínky o upírech (respektive o pohanských zvyklostech) přináší staroruské křesťanské spisy z 11. až 13. století.
Roku 1725 v Habsburské monarchii zemřel Peter Plogojowitz. Následovala série náhlých úmrtí, která vedla k podezření z vampirismu. Peter byl exhumován, prozkoumán, bylo shledáno, že má příznaky vampirismu a poté mu bylo probodeno srdce kůlem a byl spálen. Případ byl poměrně dobře dokumentován, zpráva o něm byla překládána a šířena a byla následována dalšími případy. Hysterii ukončila Marie Terezie, když nechala svého osobního lékaře Swietena případy vyšetřit a po jeho závěru, že upíři neexistují, vydala zákon zakazující otevírání hrobů a zhanobování těl.

## Upíři v literatuře a filmu

### Dracula
Nejznámější literární upír – Dracula – prvně se objevující ve stejnojmenné knize Brama Stokera, se jménem odvolává na skutečnou historickou osobu – moldavského knížete Vlada III., řečeného Dráček (Dracula či Drăculea) a Naražeč na kůl resp. Napichovač (Ţepeş). Žil v letech 1431–1476 a proslul svojí krutostí v bojích s Turky. Dracula je zdrobnělinou přezdívky jeho otce - Drak (Dracul) -, jíž byl označován jako člen tzv. Dračího řádu císaře Zikmunda. Jeho přezdívka Napichovač je pak založena na oblíbeném způsobu popravy, který užíval k vyvolání strachu a hrůzy u svých nepřátel. Podle pověsti poselstvo tureckého sultána při audienci u knížete Draculy odmítlo smeknout a vzdát mu čest, takže kníže jim dal jejich pokrývky hlavy k hlavám přibít železnými hřeby a pak je dal napíchnout na ostrý kůl.
Podle moderních výzkumů ovšem Stoker o skutečném knížeti Vladovi mnoho nevěděl a „legendu“ sestavil z jiných legend, nemajících s Vladem nic společného. V rumunské tradici je Vlad Ţepeş pojímán jako velmi přísný, ale spravedlivý a všeobecně respektovaný panovník, vynikající vojevůdce a statečný bojovník proti Turkům (tak ho zobrazuje např. Mihai Eminescu v básni Třetí dopis a Ioan Budai-Deleanu v epose Cikaniáda). Někdy se poukazuje na to, že v současné rumunštině slovo dracul znamená ďábel, ve Vladových dobách však tento význam nemělo. Dobové zprávy, které ho líčí jako šíleného tyrana, pocházejí především z německé a ruské oblasti (např. báseň kronikáře Michaela Beheima Von ainem wutrich der hies Trakle waida von der Walachei či ruské anonymní Skazanije o Drakule vojevodě z let 1481–1486, které vychází z německých předloh), což zřejmě souvisí s perzekucí transylvánských Sasů, na níž se Vlad podílel. 
Samotný Stoker neupřesňuje, jak se Dracula stal upírem; v pozdějších zpracováních je důvod často náboženský: jednou když byl Dracula na bitevním poli, jeho žena, oklamána zprávou o jeho smrti, spáchala sebevraždu. Dracula poté proklel Boha, kterému do té doby věrně sloužil, a stal se upírem.
V českém stejnojmenném muzikálu z roku 1995 byl Dracula proklet knězem po vypálení kláštera a toto prokletí ho změnilo v upíra.

## Přírodní úkazy podporující mýty o upírech
Za upíry byli zřejmě v minulosti považováni především lidé, postižení nějakou nemocí. Nejčastěji se uvádí porfyrie, která se mimo jiné vyznačuje citlivostí na světlo, obnažením dásní (zvýraznění zubů), krevními sraženinami na těle. Nicméně jde o nemoc dosti vzácnou a nezdá se pravděpodobné, že by mohla být základem mýtu. Kromě toho je celá hypotéza založena na moderních představách o upírech a neodpovídá příliš původní mytologii.

### Upíří netopýři
V Jižní Americe žijí netopýři živící se krví teplokrevných zvířat (většinou krav), kteří by mohli mít souvislost s legendami o upírech. Jejich české pojmenování je upíři. Nejsou ovšem žádné důvody předpokládat, že se vyskytovali v Evropě, nebo že se s nimi mohli Evropané setkat dříve než v 16. století, kdy si španělští dobyvatelé všimli podobnosti těchto zvířat s legendami o upírech a pojmenovali je podle toho.
Upířími netopýry se zabývá například dokument Nebezpečné ostrovy v dílu o Ďábelském ostrově, nacházejícím se asi 11 km od pobřeží Francouzské Guyany v Jižní Americe. (Deadly Islands, 1. série, 5. díl „Čertův ostrov“ – možná nesprávný překlad názvu dabingovým týmem), kdy se průvodce pořadem Dave Salmoni pokusí zjistit, jak to s těmi pověstmi o netopýrech sajících krev vězňů je, a ve vězeňské cele zkusí přespat. Netopýři na něj začnou létat, kousnou jej do nohy a lížou vytékající krev.

## Různé představy o upírech

### Vznik upíra
V původní mytologii Slovanů, ale též Germánů se upírem stával člověk zemřelý nečistým způsobem (sebevrah, popravený zločinec), či vůbec osoba vylučující se ze společnosti lidí, nebo skonavší nepřirozenou smrtí (čaroděj užívající černé magie, nebo oběť čaroděje). Upírem bylo také dítě čarodějnice, zplozené po koitu s démonem. Někde se věřilo, že k tomu, aby se mrtvola změnila v upíra, postačí, aby přes ni přeskočil vzteklý pes. V dobách po přijetí křesťanství (kdy se navíc těla mrtvých přestala spalovat, nebo pohřbívat staletí ověřenými způsoby) se také začalo věřit, že upírem se může stát osoba pohřbená bez obřadů (např. nepokřtěné dítě), nebo pokud byly tyto obřady provedeny špatně, anebo osoba narozená v určitou dobu (např. o Vánocích). Podle srbských tradic se upírem mohl stát i živý člověk s vrozenými předpoklady.

### Vzhled upírů
Upír měl podobu člověka bez kostí nebo i bez nosu, mohl mít hnědé, zelené nebo červené oči (v případě hladovění měli upíři oči černé) a špičaté zuby, případně bylo jeho tělo pokryto srstí (jako u vlkodlaka). U východních Slovanů mohl mít zmijí jazyk, mohl být slepý nebo hluchý. U Bulharů nabíral někdy i zvířecí podobu: rysa, vlka, myši, zmije, kozy nebo bílého koně. Pokud byla upírem (potažmo upírkou) žena, vynikala nad jiné svou neobyčejnou krásou a výjimečností. Její tvář byla mrtvolně bledá, vlasy byly černé jako havraní křídla, rty rudé jako čerstvá krev a při pohledu do jejích tmavých (či rudých) očí jste mohli vidět celou panenku.
Pro okolní lid byl neodhalený upír postavou záhadnou, ale díky svému „charismatu“ a atraktivitě velmi vyhledávanou. Pověstné jsou upírovy silné sexuální tužby, které uspokojoval/a se smrtelnými lidmi (viz Inkubus a Sukuba).
V novější literatuře a filmu bývají stereotypně vypodobněni jako starší lidé s vyčuhujícími špičáky.

### Vlastnosti
Upíři se ve svých možnostech silně lišili. Jejich působnost mohla být omezena jen na dobu noční, (kletba slunce a měsíce)  kdy strašili své blízké, škodili domácím zvířatům (pili krev). Ráno znovu odcházeli do hrobů, protože kdyby je zasáhl sluneční paprsek, rozprskli by se a zůstala by po nich jen krvavá skvrna. Jako první příchod upíra do vesnice ucítili psi (začali štěkat) a dobytek, který se začal plašit. Na druhou stranu ve slovanské mytologii mohl upír uzavřít sňatek s člověkem a dokonce mít i děti.
Upír neumírá stářím a je velmi obtížné jej zahubit. Mohl shořet, ale jakmile se napil krve, tak mu bylo lépe. Živí se lidskou krví, krev zvířat sice rovněž poslouží, ale oslabuje ho. V některých oblastech se upíři neomezovali ve své působnosti jen na noční dobu. Věřilo se, že žijí mezi normálními lidmi (nejčastěji jako obchodníci nebo řezníci) a do hrobu se musí uložit jen v určitý den v roce.
Někde se věřilo, že vlivem upírů přichází hlad, špatné počasí nebo mor.

### Obrana proti upírům
Upíra není možné zabít normálním způsobem, ať už díky jeho regeneračním schopnostem nebo jakési přízračnosti, někdy upíry mohou zabíjet zase jen upíři nebo vlkodlaci. Upíři dokonce nemohou ani spáchat sebevraždu. Mezi obvyklé prostředky, jak je zabít, oslabit či zastavit, patří:
- Sluneční světlo – někdy stačí jakékoliv silné světlo, jindy je zapotřebí UV složka, někdy skutečně pouze světlo sluneční
- Dřevěný kůl do srdce – někdy je zapotřebí určitý druh dřeva (tisové, osikové[16] či dubové[17])
- Lípa – svázání rukou lipovým lýkem po exhumaci (Halič), posvěcený lipový lístek pod jazyk a lipová hvězda na prsa (Polsko)[18]

- Useknutí hlavy
- Tekoucí voda – nemohou přejít přes vodní tok a pokud musí přes moře, tak cestují ve spánku v rakvích (a nejlépe letadlem)
- Náboženské symboly:
  - Kříž
  - Svěcená voda
  - Hostie – nemohou kolem ní projít a pálí je
  - Svěcené zbraně – pokud jim obyčejné zbraně neublíží, svěcené je zraňují jako člověka nebo i více
- Česnek
- Snítka plané růže – položí-li se jim na rakev, nemohou z ní ven
- Velké kameny položené na rakev jim znemožní dostat se z ní, stejně funguje i zalít hrob betonem (jak to je u skutečné osoby Beli Lugosiho)[zdroj?]
- Zrcadlo – často se uvádí, že se upír neodráží v zrcadle. Tato pověra mohla vzniknout i jako důsledek specifické psychické poruchy – negativní heautoskopie, při níž člověk nevidí svůj obraz v zrcadle. V některých případech se upír zrcadlu dokonce vyhýbá. Toto tvrzení vychází z prastaré víry, že démoni a temné mocnosti se mohou zaleknout vlastní ošklivosti a uprchnout. Malým dětem proto někdy na ochranu před upíry a nočními můrami byla do kolébek a postýlek vkládána malá zrcátka.
- Pokud je třeba odhalit, v kterém hrobě je uložen upír, je nejlepší rozdělat na hřbitově oheň z trnitých rostlin. Jeho kouř se prý neomylně snese na hrob upíra.

Žádný z uvedených prostředků ovšem není „spolehlivý“, tedy nefunguje v každém literárním díle. V některých je dokonce řečeno, že tyto pověry rozšířili sami upíři, aby se lidé cítili v bezpečí a oni měli volnou ruku.
Po smrti se upír rozpadne na prach. Podle některých pramenů není ani pak zcela zničen – stačí, aby se tento prach dostal do styku s krví a upír se okamžitě regeneruje.  Pro úplné zničení může pomoci prach rozprášit, nejlépe do tekoucí vody.